# Aphelinus coracinus
Aphelinus coracinus is een vliesvleugelig insect uit de familie Aphelinidae. De wetenschappelijke naam is voor het eerst geldig gepubliceerd in 1997 door Chervonenko.